# Vihorlatské vrchy

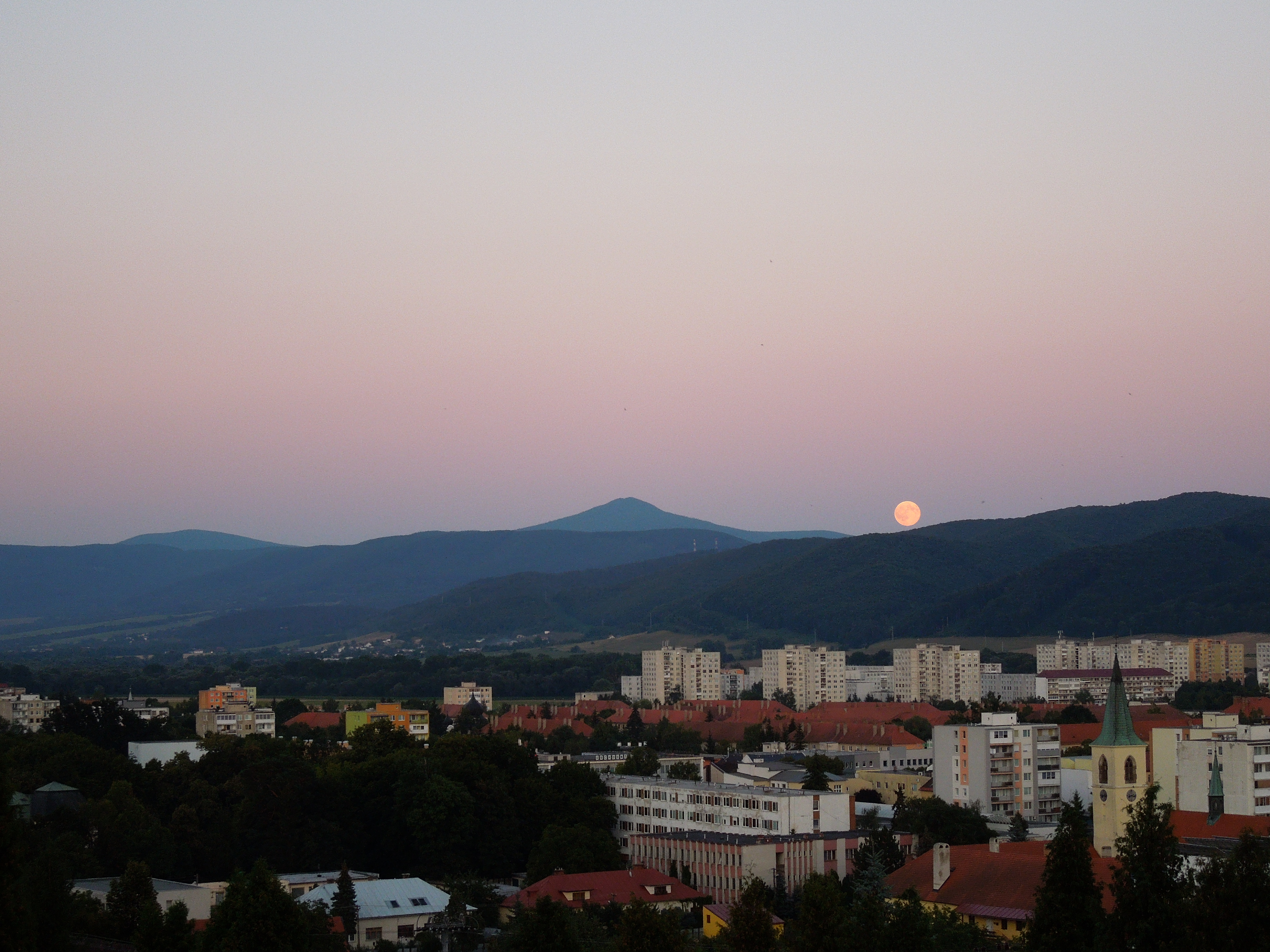
Pohled na vrch Vihorlat z města Humenné

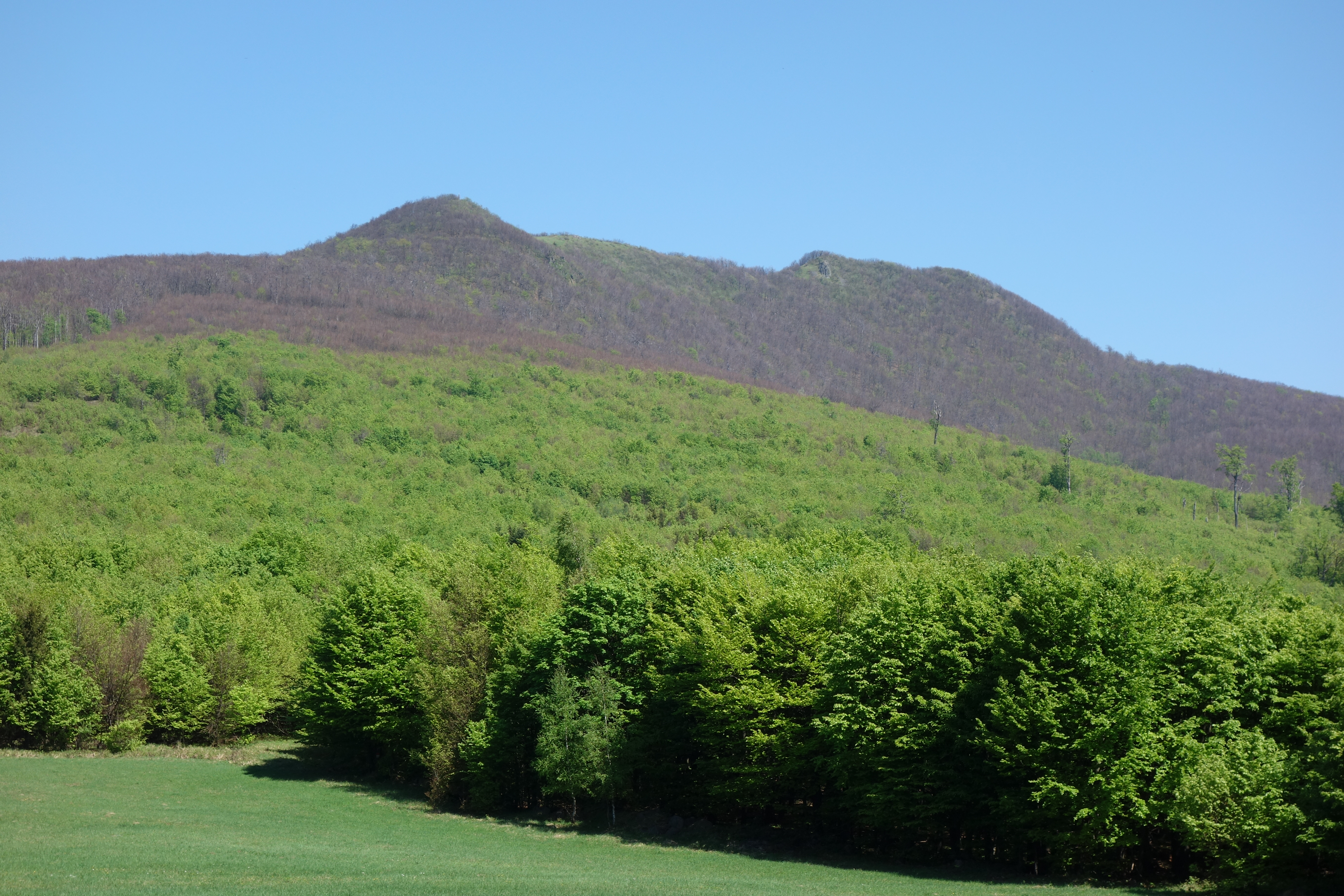
Pohled na vrchol Vihorlatu

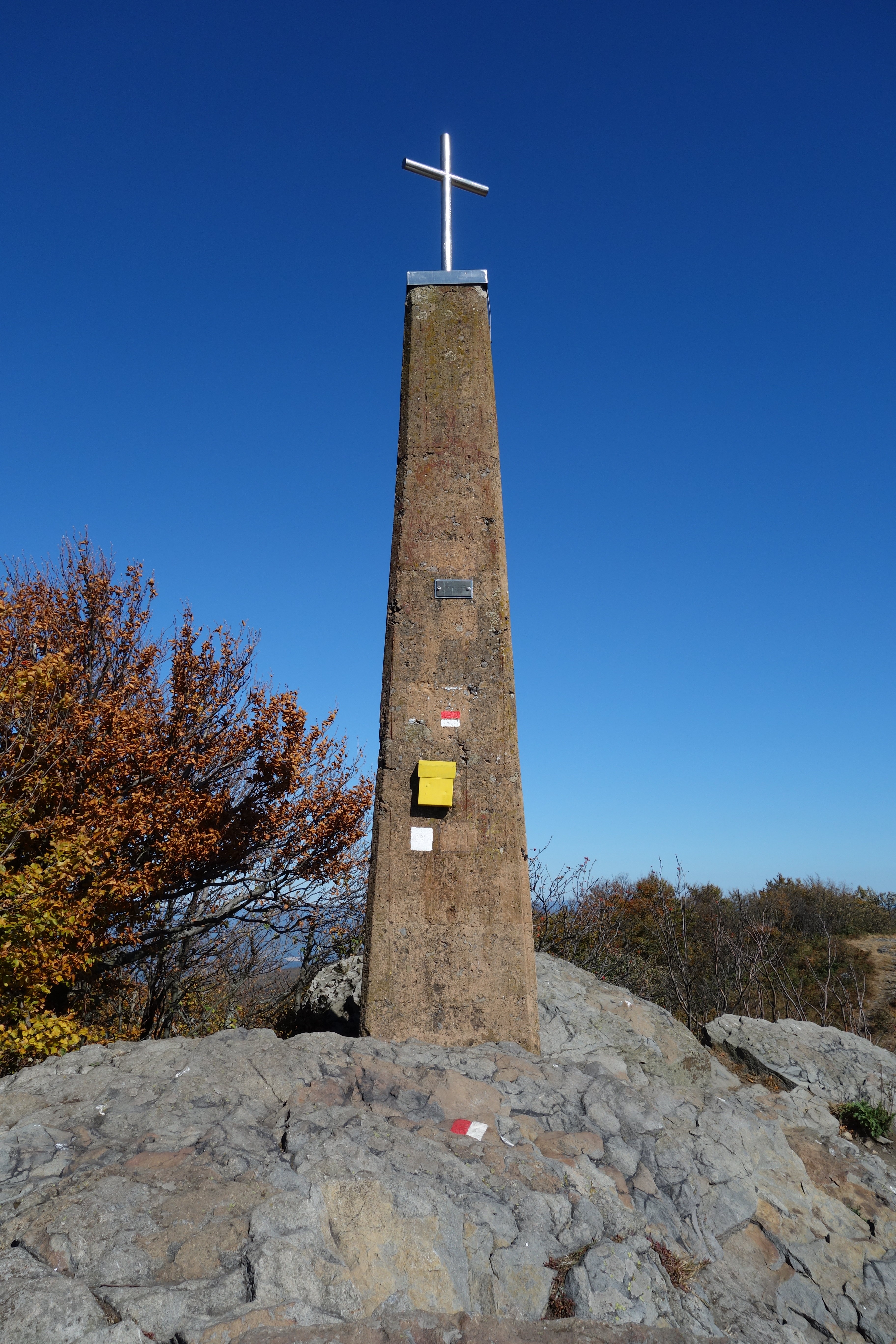
Betonový pylon s křížem na vrcholu Vihorlatu

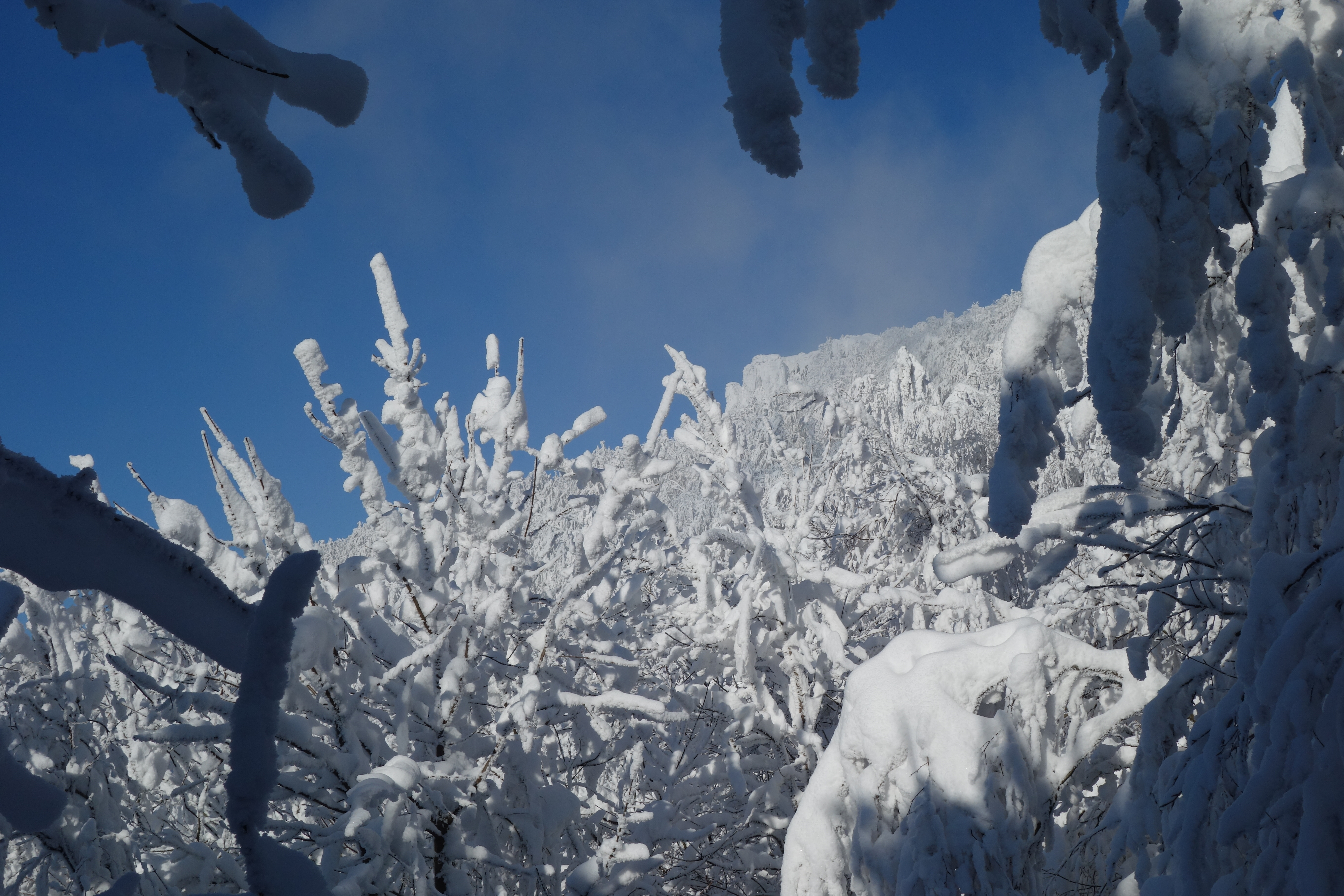
Pohled na Velký Sninský kámen

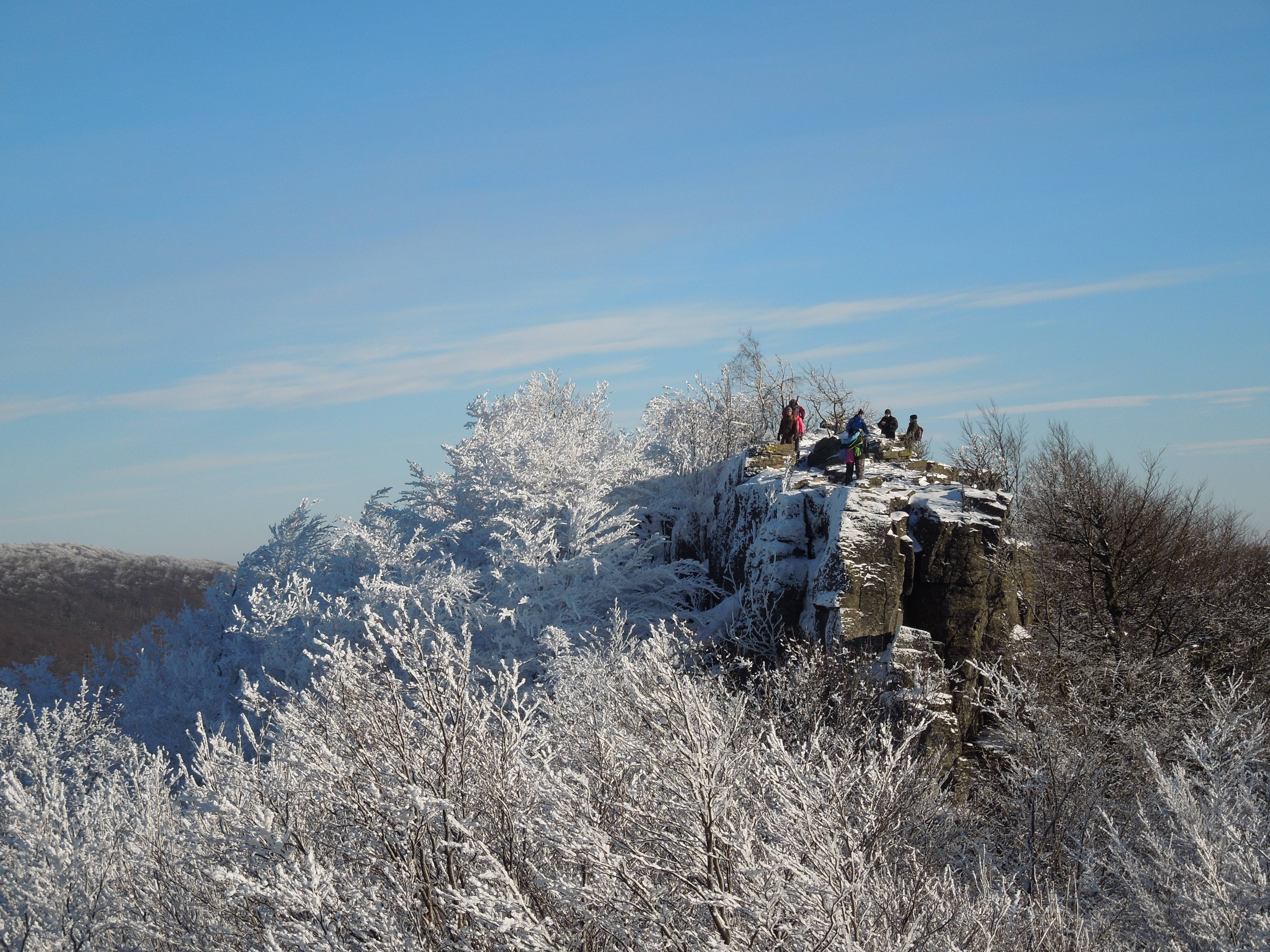
Pohled na Malý Sninský kámen z Velkého Sninské kamene

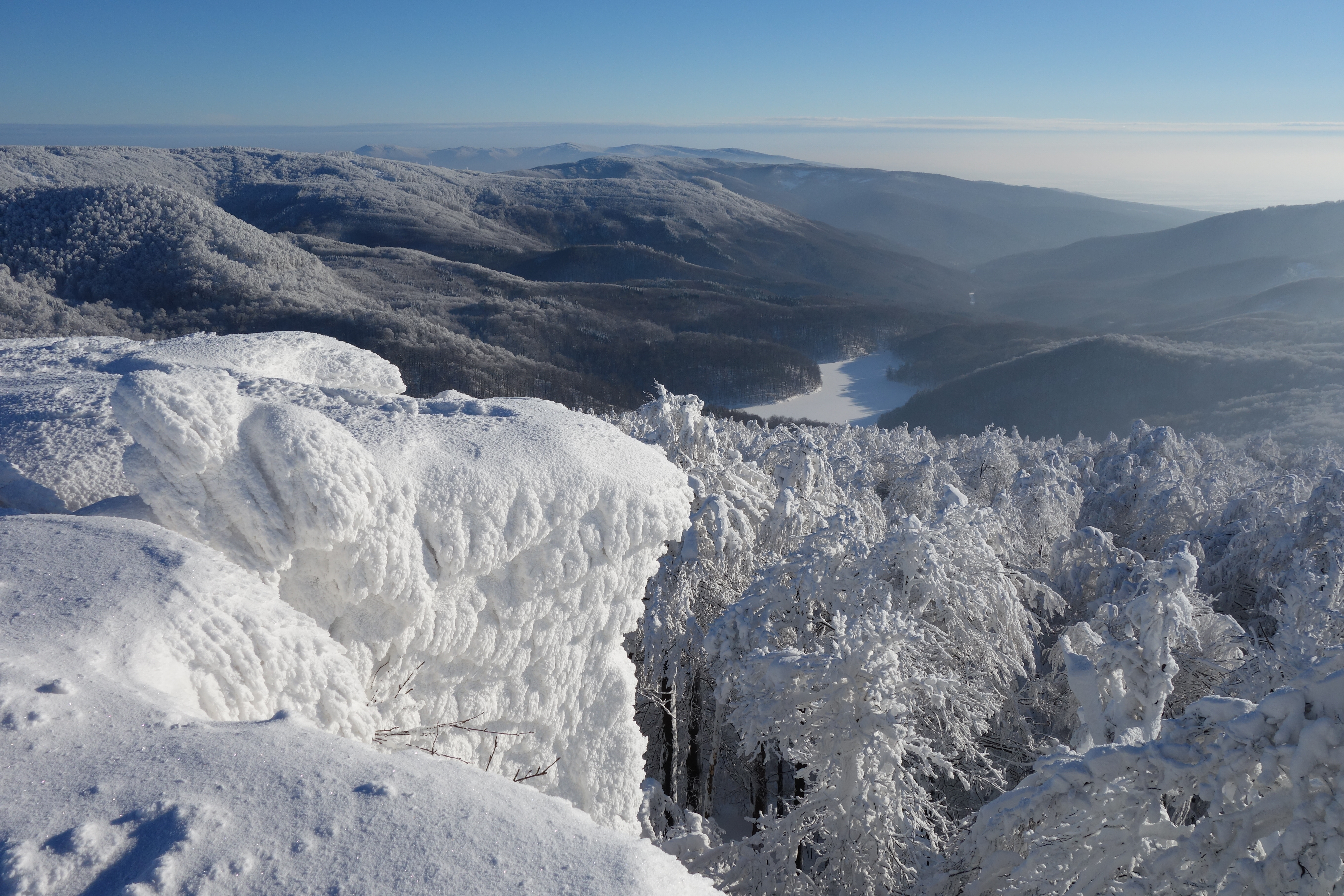
Pohled na Morské oko z Malého Sninské kamene

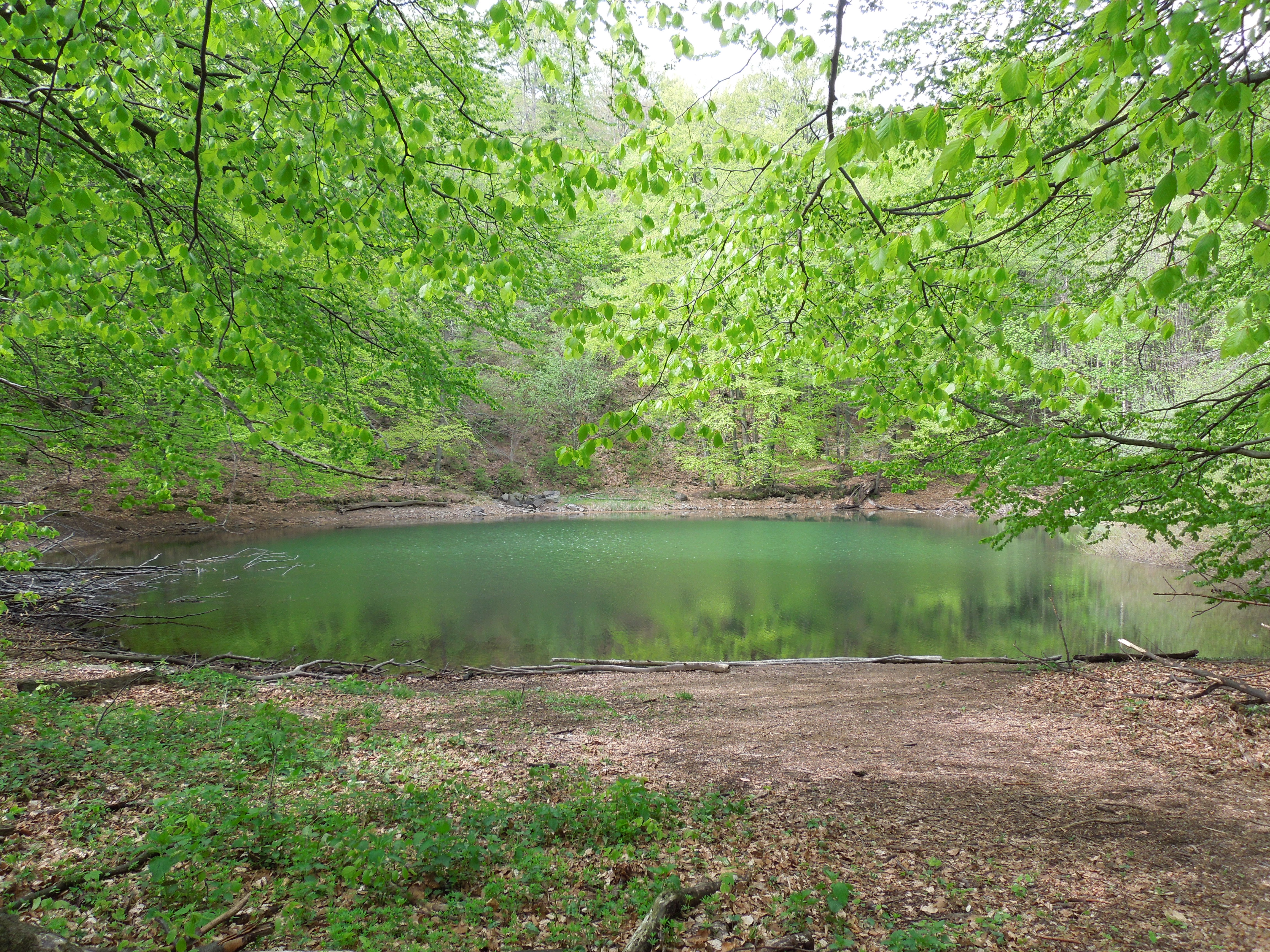
Malé Morské oko

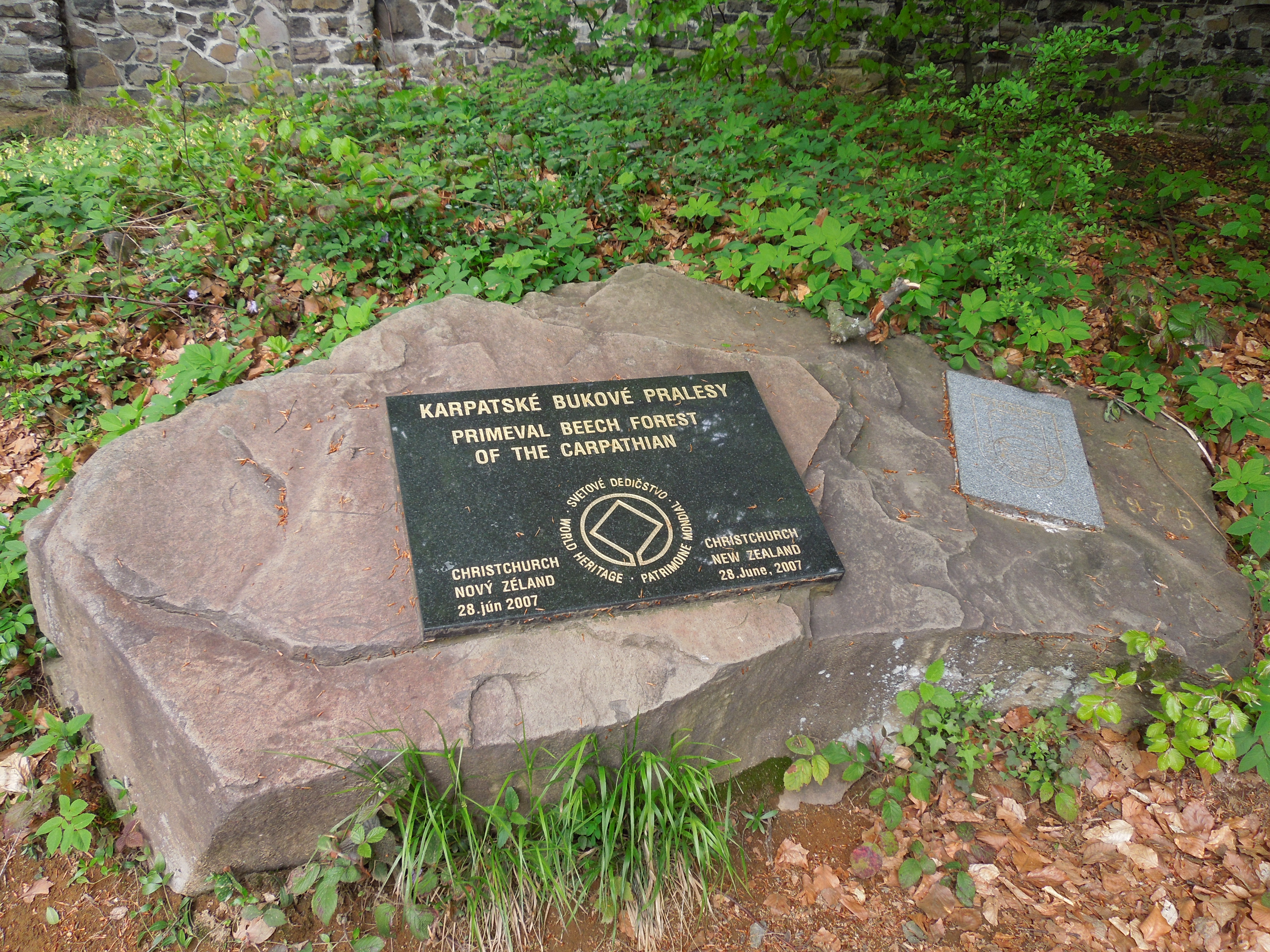
Pamětní tabule v lokalitě Světového dědictví UNESCO ve Vihorlatských vrších, nedaleko od břehu jezera Morské oko

Vihorlatské vrchy (někdy též zkráceně Vihorlat) (ukrajinsky Вигорлат, Vyhorlat) je pohoří na východním Slovensku s malým přesahem na území Ukrajiny (chrebet Čantoš). Táhne se severozápadně-jihovýchodním směrem od Humenného k Užhorodu. Jeho nejzápadnější část, Humenské vrchy, je ohraničena tokem Laborce. Na severu přechází v Beskydské podhůří (údolí Cirochy a Ublianky, Ublianska pahorkatina). Na východě ho ohraničuje řeka Už zhruba v úseku mezi Užhorodem a obcí Malyj Bereznyj. Na jihu přechází v Podvihorlatskou pahorkatinu, součást Východoslovenské pahorkatiny, s vodní nádrží Zemplínská šírava.
Na území Vihorlatu se rozprostírá Chráněná krajinná oblast Vihorlat. Turisty je pohoří vyhledáváno pro svoji relativní nedotčenost. Vyskytují se zde vzácné druhy motýlů, jako otakárek ovocný, ale i jiná pozoruhodná fauna.
Nejvyšším vrcholem je Vihorlat, vysoký 1076 m.

## Polohopis
Vihorlatské vrchy na jihu a západě hraničí s Východoslovenskou pahorkatinou, na severu s Bukovskými vrchy, Laboreckou vrchovinou a Beskydským Predhorím. Pohoří Vihorlat prudce vystupuje z Východoslovenské nížiny. Zatímco okrajové části Východoslovenské nížiny dosahují 250–300 m n. m., Vrcholové části Vihorlatu přesahují 1000 m, čímž vertikální převýšení dosahuje až 800 metrů.

## Vývoj a geologický popis
Mladovulkanické pohoří na Slovensku vznikaly koncem třetihor, v neogénu, kdy došlo k rozsáhlé sopečné činnosti. Na Vihorlatu se začala sopečná činnost později, asi před 15 mil. let, a váže se na vznik hlubinných zlomů, které otevřely vstupní cesty magmatu. Na zlomech tohoto systému se nacházejí všechny významnější vulkanické centra pohoří – u Morského oka, v závěrech potoků Porubský a Sokolský, na vrchu Vihorlatu a na vrchu Kyjova. Nejvyšší hory pohoří, jako je Vihorlat, Veľká Trestia, Motrogon, Ščob, Veža a jiné, vznikaly v poslední etapě vulkanickou činností zhruba před 9 mil. let a jsou tvořeny převážně andezity. Finální vulkanismus (vznik čediče) se na Vihorlatu neprojevil. Sopečné hmoty vzniklého pohoří překryly zejména části druhohor bradlového pásma, Magurského flyše a neogenních sedimentů.
Sopečná činnost na Vihorlatu se odehrávala převážně v poklesávajícím území a pouze v pozdějším období bylo celé pohoří vyzdviženo vysoko nad své okolí. V důsledku toho se na většině území nesetkáváme s typickým vulkanickým reliéfem, jako jsou sopečné kužely apod., ale vyskytují se zde převážně erozní-zlomové formy s projevem stratovulkanické stavby.
Přestože Vihorlat patří k nejmladším pohořím, jeho povrch je značně destruovaný. Původně vyšší hory se vlivem eroze a častých rozsáhlých sesuvů postupně zmenšovaly. Četné svahové toky odnášely půdotvorných materiál a na základnách svahů vytvářely mohutné náplavové kužele. Odkryté lávové proudy se rozpadaly na velké kamenné bloky a kamenná moře.
Andezity budující hřeben pohoří vytvářejí dobré podmínky pro vsakování vod. Povrchová voda se na mnoha místech vsakuje podél zlomových linií. Na povrch vystupují mnohé z nich na styku s méně propustnými pyroklastiky nebo paleogenními horninami..

## Vrcholy
Vrcholy Vihorlatských vrchů nad 800 m n. m.:
| - Vihorlat (1075,5 m n. m) (Nejvyšší hora Vihorlatských vrchů) - Vetrová Skala (1024,5 m n. m) - Nežabec (1023,4 m n. m) - Motrogon (1017,9 m n. m) - Sninský kámen (1006,0 m n. m) - Popriečny vrch (994,5 m n. m) - Holica (983,6 m n. m) - Strihovská polana (981,0 m n. m) - Fedkov (978,2 m n. m) - Díl (974,2 m n. m) - Malé Tŕstie (965,7 m n. m) - Tŕstie (951,0 m n. m) - Věž (926,8 m n. m) | - Čierťaž (903,8 m n. m) - Ľadovisko (893,9 m n. m) - Čop (865,7 m n. m) - Díl (858,8 m n. m) - Bačkajovský vrch (858,5 m n. m) - Roh (857,6 m n. m) - Starý Koňuš (836,2 m n. m) - Divoká (8346 m n. m) - Zeď (832,6 m n. m) - Kyjov (821,1 m n. m) - Lysák (821,1 m n. m) - Jasenovská vrch (819,5 m n. m) |  |

## Sedla
Sedla ve Vihorlatských vrších:
- Tri tably (825 m n. m)
- Rozdíl (815 m n. m)
- Strihovské sedlo (644 m n. m)

## Jezera
Jezera Vihorlatských vrchů:
- Kotlík (850m m n. m)
- Malé Morské oko (727 m n. m)
- Morské oko (618 m n. m)
- Vinianske jezero (205 m n. m)

## Chráněná území
Chráněná území Vihorlatských vrchů:
| - Národní přírodní rezervace Jovsianska Hrabina (1953) - Národní přírodní rezervace Kyjovský prales (1974) - Národní přírodní rezervace Humenská (1980) - Národní přírodní rezervace Humenský Sokol (1980) - Národní přírodní rezervace Motrogon (1980) - Národní přírodní rezervace Postávka (1980) - Přírodní rezervace Ďurova mláka (1980) - Přírodní památka Sninský kámen (1982) - Národní přírodní rezervace Morské oko (1984) - Přírodní rezervace Vinianské stráň (1984) - Přírodní rezervace Vinianske hradní vrch (1984) - Národní přírodní rezervace Vihorlat (1986) - Přírodní památka Podhorodský hradní vrch (1986) - Přírodní památka Černý potok (1988) - Přírodní rezervace Chlmecká skalka (1988) | - Přírodní rezervace Jedlinka (1988) - Přírodní rezervace Machnatý vrch (1988) - Přírodní rezervace Roztoky (1988) - Přírodní památka Beňatinský travertin (1989) - Přírodní památka Voniarsky jarok (1990) - Chráněný areál Lužný les při Laborci (1992) - Přírodní památka Malé Mořské oko (1992) - Přírodní památka Kamienka (1993) - Přírodní rezervace Drieň (1993) - Přírodní rezervace Jasenovská bučina (1993) - Přírodní rezervace Lysá (1993) - Přírodní rezervace Lysák (1993) - Přírodní rezervace Pod rákosu (1993) - Přírodní rezervace Baba pod Vihorlatom (1999) - Lokalita Světového dědictví UNESCO Vihorlatský prales (2007) |  |

## Dřevěné kostelíky
Dřevěné kostelíky ve Vihorlatských vrších:
- Chrám Přenesení ostatků svatého Mikuláše (Ruská Bystrá, 1730, UNESCO)
- Chrám Nanebevstoupení Páně (Šmigovec (bude umístěn v LUTIE), 1775)
- Chrám svatého Basila Velikého (Hrabová Roztoka, 18. stol)
- Chrám svatého Michala Archanděla (Inovce, 1836)

## Příroda

### Lesní společenství
Lesy Vihorlatu byly zařazeny podle převažujících funkcí do tří kategorií:
- Nejrozšířenější jsou hospodářské lesy s hlavní funkcí produkce dřevní hmoty.
- Na extrémních stanovištích, na strmých svazích a kamenitých půdách jsou ochranné lesy. Plní zejména půdoochranné funkci.
- Lesní porosty v NPR Morské oko patří k lesům zvláštního určení, kde jiné celospolečenské funkce převládají nad produkční funkcí. Pozorný návštěvník to může posoudit z procházky po naučné stezce přes původní bukové porosty, kde se může setkat se všemi vývojovými fázemi přírodního lesa. Nejstarší stromy postupně odumírají a na jejich místě po vniknutí světla vyklíčí mladé jedince příští generace. Dorůstáním mladina se vytvářejí tloušťkové i výškové diferencované části porostů, které optimálně využívají půdní i vzdušný prostor. Vyvrcholením růstu přírodního lesa je tloušťkově i výškově vyrovnaný porost s maximální zásobou dřevní hmoty.

Na poměrně krátkém úseku z Remetské hamrů a ze Sninských rybníků překonáme výškové rozpětí 700–800 m. Změní se klima z mírně teplé a mírně vlhké (teploty 5–7 °C, srážky 700–800 mm) na klima mírně chladné až chladně horské (teploty 4–5 °C, srážky 800–1000 mm). Vlivem klimatu a jiných půdotvorných činitelů, hlavně geologického podloží a členitého reliéfu, mění se půdní poměry, což v konečném důsledku je určujícím prostředím pro výskyt, rozšíření a vegetační stupňovitost lesních společenství této oblasti.
- Dubové bučiny (Querceto-Fagetum) se nacházejí v podpoří Sninského kamene v nadmořských výškách 300–500 m na mírných svazích. Vedle původních, převážně bukových porostů s dubem, se vyskytují i smíšené porosty se zvýšeným zastoupením habru, břízy a z jehličnanů borovice, smrku a modřínu. Bohatá je křovinné patro, v němž se uplatňuje líska, svída, ptačí zob, krušina olšová. Bylinný porost je převážně z jednoděložných rostlin, který na vypouklých svazích tvoří ostřice chlupatá (Carex pilosa), svízel vonná (Asperula odorata) a kyčelnice cibulkonosná (Dentaria bulbifera). Na propadlých svazích a jejich bázích přistupují druhy náročnější na vlhkost, jako jsou žindava evropská (Sanicula europaea), bršlice kozí noha (Aegopodium podagraria), hluchavka žlutá (Lamium galeobdolon) a kopytník evropský (Asarum europaeum).
- Kyselé dubové bučiny (Fagetum quercinum) se vážou na ostré sbíhající se hřbety svahů, na podloží které je minerální chudé. Jejich výskyt je jen fragmentární. V dřevinné složení převládá buk, v bylinném podrostu bika bělavá (Luzula nemorosa) s hojným zastoupením mechů.
- Jasanové olšiny (Fraxineto-Alnetum) lemují břehy potoků podhůří Sninského kamene. Původní porosty tvořila olše lepkavá a jasan, kteří pro svou existenci potřebují dostatek půdní vláhy a minerálních živin. V bylinném podrostu jsou zastoupeny vlhkomilné lesní druhy, jako je šťavel kyselý (Oxalis acetosella), popenec obecný chlupatý (Glechoma Hirsuta), bršlice kozí noha a jiné.
- Bučiny (Fagetum Pauper) jsou převládajícím společenstvím pohoří Vihorlat. Vyskytují se na sklonitých a kamenitých svazích v nadmořských výškách 400–800 na minerály středně zásobených půdách. Pro společenství jsou charakteristické dřevinná patra, kde buk má absolutní převahu. Důsledkem je hromadění bukového odpadu, chudý nebo téměř žádný bylinný kryt. Výjimkou je jaro, když fialové květy kyčelnice žláznaté (Dentaria glandulosa) oživí na pohled mrtvý les. V průběhu vegetace jsou v nízkém zastoupení přítomny kyčelnice cibulkonosná a ostřice chlupatá.
- Typická bučina (Fagetum typicum) má rozšíření na pravidelných a vypouklých svazích v nadmořských výškách 500–800 . Živné stanoviště, dostatečná půdní i vzdušná vlhkost podnítily pestré druhové složení stromové a bylinné vrstvy. Vedle buku a jeho doprovodných rostlin se začínají uplatňovat další cenné listnáče a nitrofilní druhy, jako je bažanka vytrvalá (Mercurialls perennis), Popenec obecný a jiné.
- Lipové bučiny (Fagetum tiliosum) zabírá promáčknuté svahy v nadmořských výškách 500–800. Na minerální bohatých půdách mají zvýšené zastoupení javory, jilmy a jasan, dominantní pokryv mají nitrofilné rostliny.
- Jedlová bučina (Fagetum abietinum) se váže na minerální chudé kamenité podloží. Její výskyt je fragmentární a je charakteristický zastoupením kyselomilných druhů, jako je bika lesní (Luzula sylva), brusnice borůvka (Vaccinium myrtillus), třtina rákosovitá (Calamagrostis arundinacea), plavuň pučivá (Lycopodium annotinum), vranec jedlový (Huperzia selago). Na tyto stanoviště se váže i výskyt původní jídle na Vihorlatu.
- Jedlové bučiny (Abieto-Fagetum) zabírají pravidelné a vypouklé svahy v nadmořských výškách 800–1000 m. Pro společenství jsou charakteristické bukové porosty s diferencovanou porostní výstavbou, vícevrstvý bylinný podrost s výraznějším uplatněním kapradin, ostružiny srstnaté (Rubus hirtus), starčeku hajního (Senecio nemorensis), kamzičníka rakouského (Doronicum austriacum) a šťavelu kyselého. Nitrofilné druhy jsou přítomny, avšak nedosahují dominance.
- Buková javořina (Fageto-Aceretum) se vyskytuje na minerálně bohatých půdách propadlých a podhřebenových svahů Sninské kamene. Zastoupení buku je rovnocenné se zastoupením cenných listnáčů, z nichž převládá javor horský. Bylinný podrost je tvořen nitrofilních rostlinami, jako jsou bažanka vytrvalá, měsíčnice vytrvalá (Lunaria rediviva) a ptačinec hajní (Stellaria nemorum). Hojné jsou i kapradiny a bučinové druhy.
- Jasanové Javoriny (Fraxineto-Aceretum) zabírají kamenité a balvanovité suti se zásypovým humusem v okolí Sninského kamene. Charakteristické je zastoupení javoru horského, jilmu a jasanu, též jeřábu ptačí. V bylinném podrostu převládají nitrofilné druhy, hlavně měsíčnice vytrvalá a udatna lesní (Aruncus vulgaris). Společenství má důležitou půdoochranné funkci.
- Nízká buková javořina (Fageto-Aceretum Humi) výškově uzavírá společenství pohoří Vihorlat. Vlivem vrcholové klimatu mají dřeviny omezený vzrůst. Javor horský převládá nad bukem, příměs tvoří jeřáb ptačí. Bylinný podrost je výrazně vícevrstvý, charakteristické je zastoupení mléčivce alpského (Cicerbita alpina).

### Živočichové
Málo změněné rostlinné fytocenózy a vliv nedaleké Východoslovenské nížiny a Východních Karpat se projevují i ve složení živočichů na Vihorlatu. Otevřenou krajinu pronikají z jihu teplomilné stepní živočichové, které se zde setkávají s horskými druhy Karpat. Z východokarpatských druhů žijí v pohoří některé měkkýši, žížaly a mnohonožky.
Z chráněných druhů hmyzu žije v lesích Vihorlatu např. tesařík alpský a nosorožík kapucínek. Z motýlů je známý hlavně bělásek horský (Pieris bryoniae vihorlatensis Moucha, 1956) a perleťovec východní (Argynnis laodicae). Z obojživelníků se zde vyskytují všechny druhy slovenských mloků. Z plazů je hojná užovka stromová. Jedovatá zmije je v pohoří velmi vzácná. Ve větších bystřinách žije pstruh potoční, ale i mihule karpatská.
Z ptáků jsou významnými hnízděním na Vihorlatu obě slovenské největší sovy, výr velký a puštík bělavý, dále orel křiklavý a v podhůří dále slavík tmavý.
Z drobných savců je pozoruhodný zejména výskyt hraboše mokřadního, netopýra stromového a rejska horského. Velkým přírodním bohatstvím lesů Vihorlatu je přítomnost velkých a vzácných šelem jako je vlk obecný, rys ostrovid, kočka divoká a vydra říční. V posledních letech byl pozorován návrat medvěda hnědého.

### Vodstvo

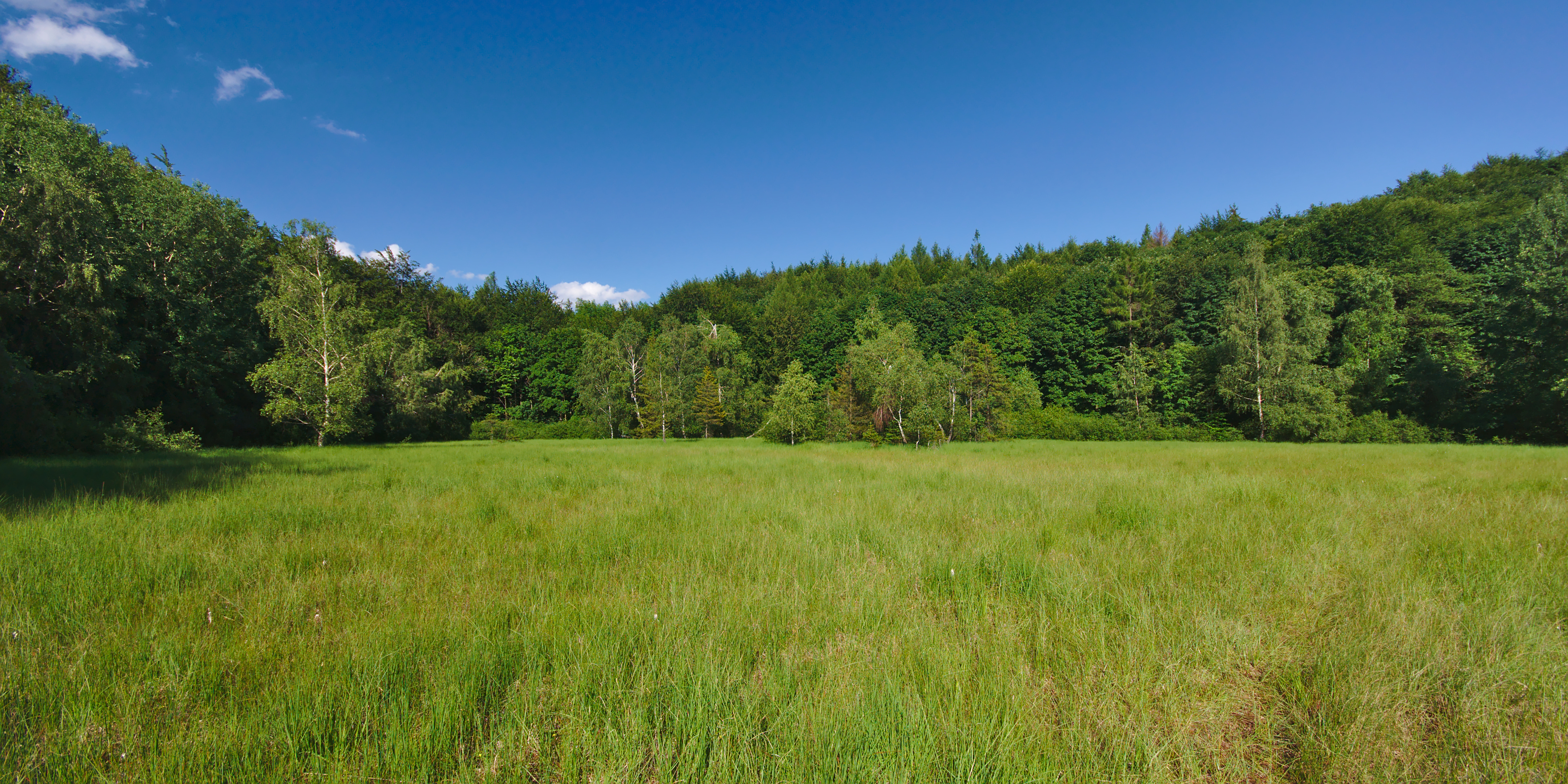
Zanikající jezero Podstavka

Říční síť Vihorlatu svou složitostí plně odpovídá konfiguraci terénu. Celé území patří do úmoří Černého moře a je odtokem povodí Tisy, do kterého patří i soustava Bodrogu. Bodrog vzniká soutokem řek Ondava a Latorica. Severovýchodní část CHKO Vihorlat odvodňuje řeka Cirocha, která vytváří povodí s plochou 500 km2 a po 50,6 km se u Humenného vlévá do Laborce. Z východně exponovaných svahů Vihorlatu stékají významnější toky jako Luh, potok Savka, Strihovský potok a další. Říční síť centrální části tvoří říčka Okna s přítoky Skalný potok, Ceremosna, Barlahov potok, Lysak a Rybnička. Největší průtoky jsou zaznamenány v jarních měsících, nižší v letním a zimním období s mírným zvýšením na podzim.
V komplexu vulkanického pohoří Vihorlat mají významné postavení jezera. Tvoří jedinečnou ukázku vzniku a postupného zániku jezer. Největší je Morské oko, dříve nazývané Velké Vihorlatské jezero. Západně od Morského oka ve výši 727 m leží Malé Morské oko, dříve nazývané Malé Vihorlatské jezero. Severně od Motrogonu se nacházejí další jezera. Nejvýznamnější je z nich jezírko Kotlík, ležící ve výšce 850 m. Další jezera se nacházejí v severní části CHKO a jsou v různém stupni zániku. Nejvýznamnější z nich je zanikající jezero Podstavka, ohraničené andezitových svahy. Nad Podstavkou je další zanikající jezero – rašeliniště Hypkania. Vývojově nejmladší slatinný-rašelinní typ je Ďurova mláka. Na ploše rašeliniště je celá řada slatinných a rašelinných společenství, které mají z fytocenologického a fytogeografického hlediska velký význam. Kromě uvedených jezer se v pohoří Vihorlatu nacházejí mnohé další, jejichž vnější obrys je již jen těžko rozeznatelný a proces jejich zániku lze pokládat za ukončený.
Vihorlat patří v současnosti mezi významné lokality akumulace povrchových a podzemních vod. Tento fakt byl potvrzen už i v minulosti Nařízením vlády tehdejší SSR ze 6. února 1987 o přirozené akumulaci vod v pohoří Vihorlat.

## Hospodářství

### Lesní hospodářství

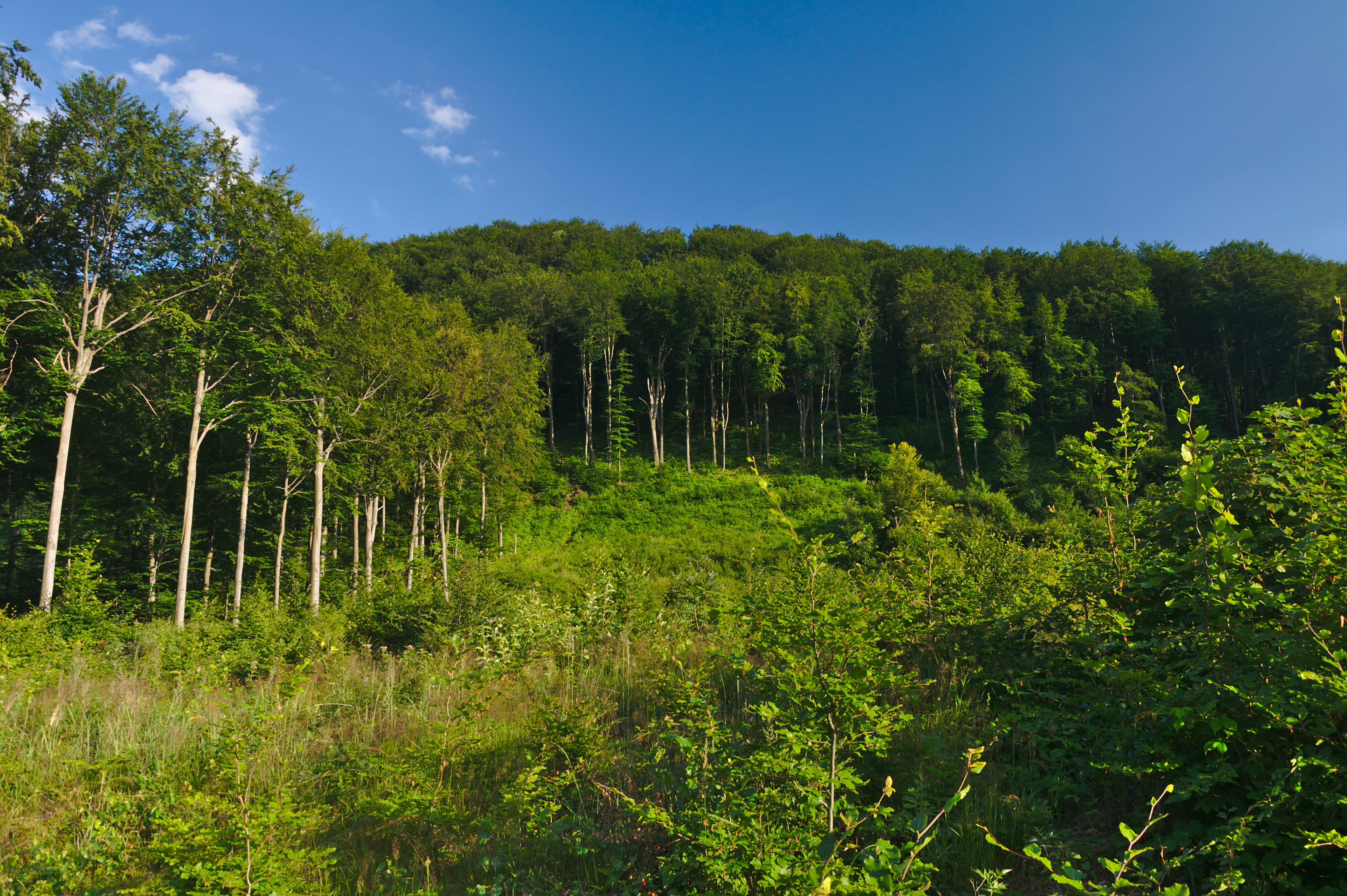
Lesní porost

V období před pár stoletími pohoří Vihorlat pokrývaly přírodní lesy (pralesy), v nich společenstva rostlin a živočichů byly dlouhým vývojem přizpůsobeny společnému životu v určitých podmínkách prostředí, které se navzájem ovlivňovaly a tvořily s prostředím nedílný celek. Takový les měl stále dřevinná složení, byl odolný proti nepříznivým biotickými a abiotickými vlivem prostředí, měl příznivé vodohospodářské i klimatické účinky, byl zdravý, krásný a nepotřeboval lidskou péči.
Zatímco byla společenská výroba na nízkém stupni vývoje, poskytoval přírodní les původním obyvatelům vše, co z něj pro svou hospodářskou činnost potřebovala společenská výroba, která se však stále zvyšovala. Vedle dřevě pro stavební účely a palivo se zvyšovaly potřeby dřeva pro hornictví, hutnictví, sklářství, a tak tlak na přírodní lesy Vihorlatu narůstal. Výrazně se projevil v dobře přístupných níže položených porostech, kde přírodní lesy vystřídaly lesy hospodářské s původním dřevinným složením nebo osázené nepůvodními dřevinami Vihorlatu, např. smrkem.
Poměrně dlouho zůstaly nedotčené přírodní lesy v těžko přístupných vrcholových částech pohoří. Ojedinělá namátková těžba na stavební účely a palivo, pálení dřevěného uhlí, hlavně z bukového dřeva, výroba potaše a podobně nebyly ještě významným zásahem do přirozené struktury lesních porostů.
18. a 19. století se vyznačuje všeobecným nedostatkem dřeva. Po vyčerpání zásob v níže položených porostech Vihorlatu začíná se nápor i na do té doby nepřístupné porosty, hlavně poté, kdy zdejší lesy přešly do majetku rodin Széchenyi-Vanderbiltovců. Vybudováním lesní železničky Remetské Hámre – Morské oko se začaly přírodní lesy v jejím přilehlých částech intenzivně přeměňovat na hospodářské lesy, kde se sice původní dřeviny přirozenou cestou obnovili, ale přírodní lesy se zachovaly pouze na extrémních stanovištích na malých plochách.

### Hornictví a železářství
Napoleonské války na začátku 19. století přinesly konjunkturu železářského průmyslu. Prudké nárůst cen železa a železářských výrobků bylo podnětem pro zakládání nových hamrů, hutí a železáren. Největší význam mezi nově založenými menšími železárnami měli železárny v Zemplínských a Remetských Hamrech. Podnět k založení Zemplínských hamrů dal Štefan Rholl, který sem přišel ze Spiše a který dal hledat v pohoří Vihorlatu zlato a stříbro. Výsledkem hledání byla železná ruda a silikáty na severozápadním úpatí Sninského kamene. Průzkum v lese dělal Hutman, který ukazoval, kde se má začít kopat štola. Nejdříve se vykopali velké jámy a pak se z boků těžila železná ruda. Vzniklé jámy se zasypávali hlušinou. V lese se těžila i troskotvorná přísada. S těžbou rudy se tu přestalo až kolem roku 1904.
Kromě rudních žil poskytl třetihorní vulkanismus na Slovensku i nerudné suroviny. Na Vihorlatu jsou nejrozšířenější a nejpoužívanější andezit. V současnosti se těží v lomu v Zemplínských Hámrech.

### Cesty
Práce v lese již v minulosti byly prostorově velmi rozptýlené. Ještě do druhé světové války byla na území pohoří Vihorlat poměrně řídká síť lesních cest. Vytěžené dřevo se z porostů přibližovalo gravitačně nebo pomocí tažných zvířat a odváželo se na vozech po známých formanských cestách. Formanské cesty byly částečně zpevněné úzké lesní cesty, které nenarušovaly charakter krajiny a nevyžadovaly kácení širšího průseku v lesních porostech. Zvýšený požadavek na dřevní hmotu zvyšovala nároky i na její dopravu. Starý způsob dopravy pomocí koňských spřežení této požadavku již nestačil.

### Železnice

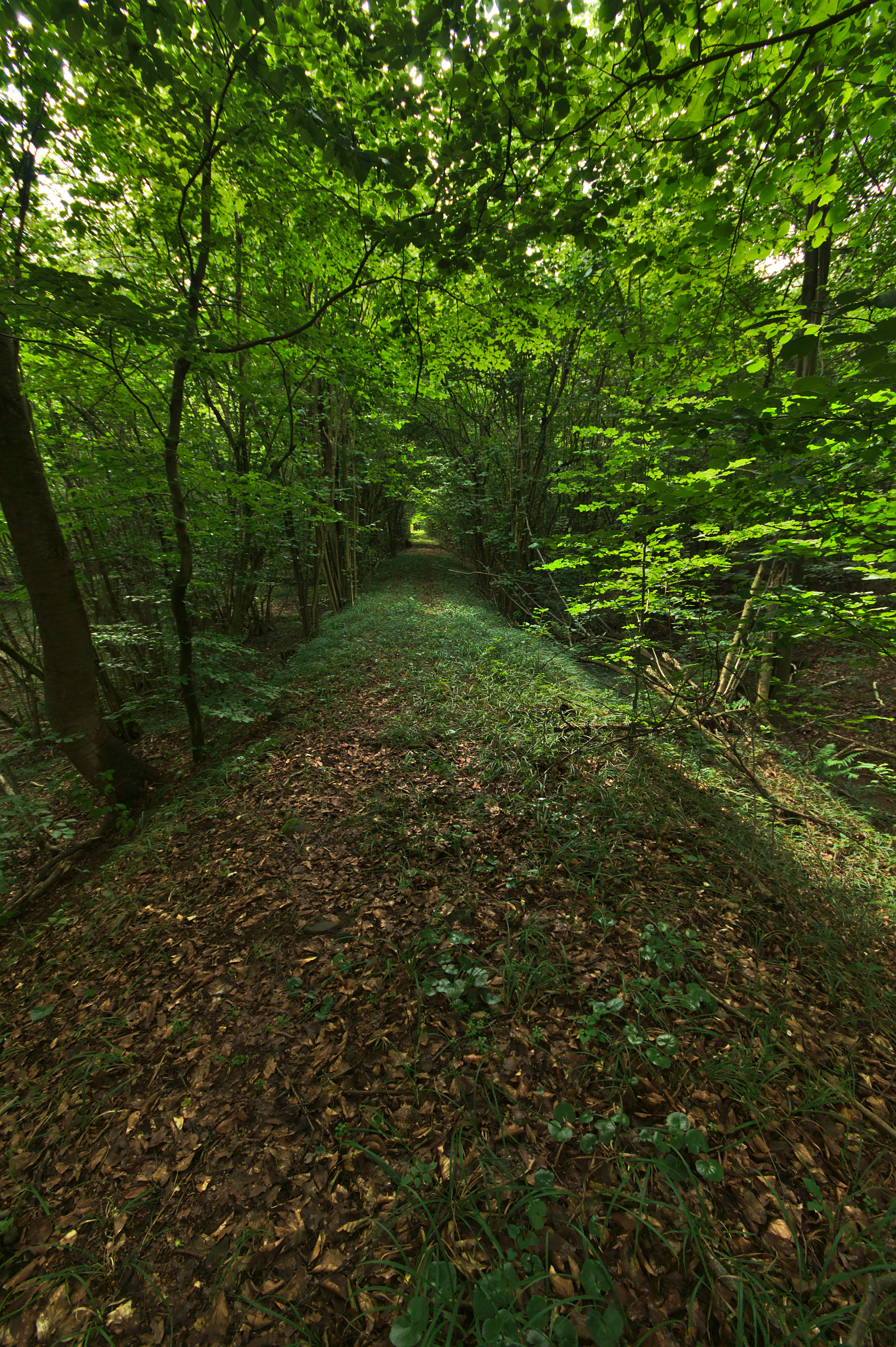
Stakčínská úzkokolejka

V roce 1906 postavili v údolí říčky Okna nad Remetskými Humrami tehdejší majitelé lesů „železničku“ s dřevěnými kolejnicemi. Vozíky na dopravu dřeva tahali koňské spřežení. V roce 1924 postavili úzkokolejnou železničku s rozchodem 760 m. První trasa úzkokolejky vedla z lesního úseku Múr pod Vihorlat přes Porubu a Jovsu do Michalovců. Po železničce dopravovali dřevo, vypálené uhlí a železářské výrobky. Železnička byla využívána i na dopravu místní šlechty a inteligence, která podnikala výlety do lesů Vihorlatu. V roce 1939 postavili novou trasu železnice která vedla z Morského oka přes Remetské Hámre do Nižné Rybnice. Prázdné vagóny na dopravu kulatiny, stejného dřeva jako i vagón na dopravu lesních dělníků směrem nahoru táhla lokomotiva poháněná parou. Později parní lokomotiva byla nahrazena lokomotivou na naftový pohon. Ložené vozy směrem dolů se pohybovaly vlastní energií. Během celé trasy byly vagóny mechanicky brzděny stálou obsluhou. Na trati bylo několik výhybek a nákladních ramp. Na dopravu v nepravidelných intervalech byla používána i lesní „drezína“. Hlavním strojvedoucím tzv. „mašinistom“ na trase Remetské Hámre – Morské oko byl Anton Kudelas.
Kvůli svozu dřeva byla na severní straně Vihorlatských vrchů postavena v letech 1913 - 1928 Sninská úzkokolejka, která začínala ve městě Snina. Podobně vedla po východní části Vihorlatských vrchů Stakčínská úzkokolejka, která byla postavena v letech 1913 - 1926 a končila ve Stakčíně.

## Galerie

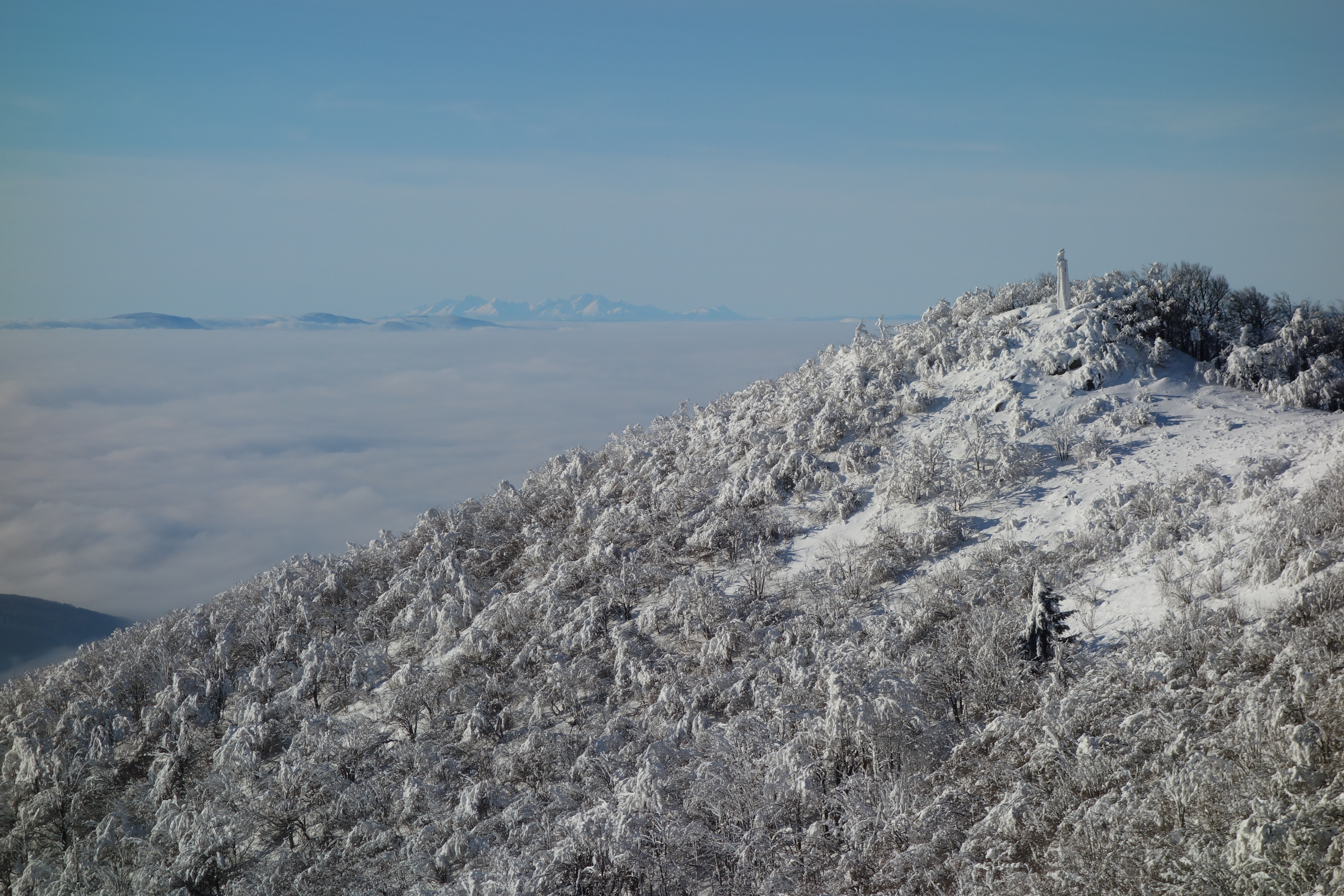
Vrcholové časti hřebene Vihorlatu tvoří horské louky, ze kterých se naskytá strhující výhled
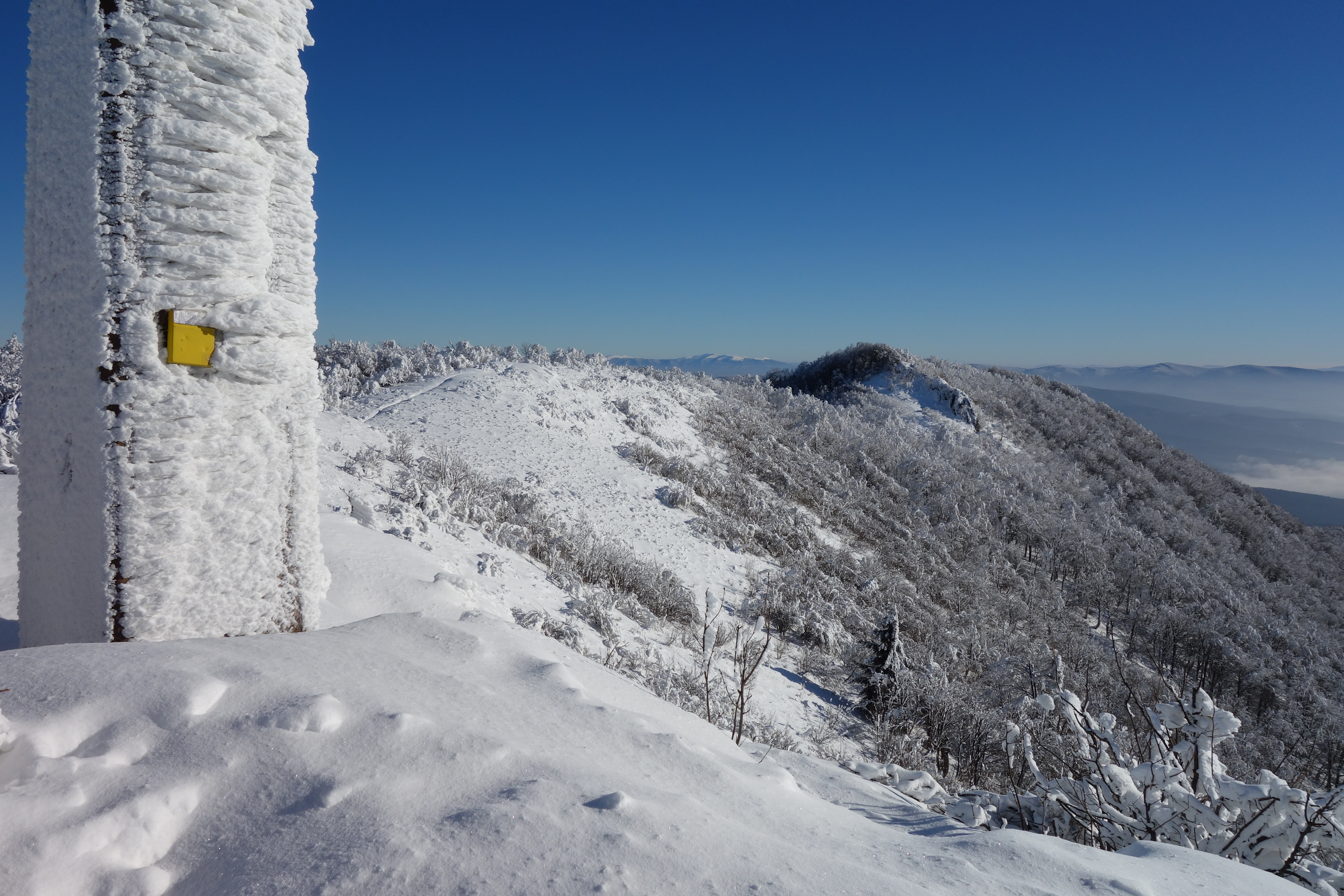
Vrchol Vihorlatu v zimě
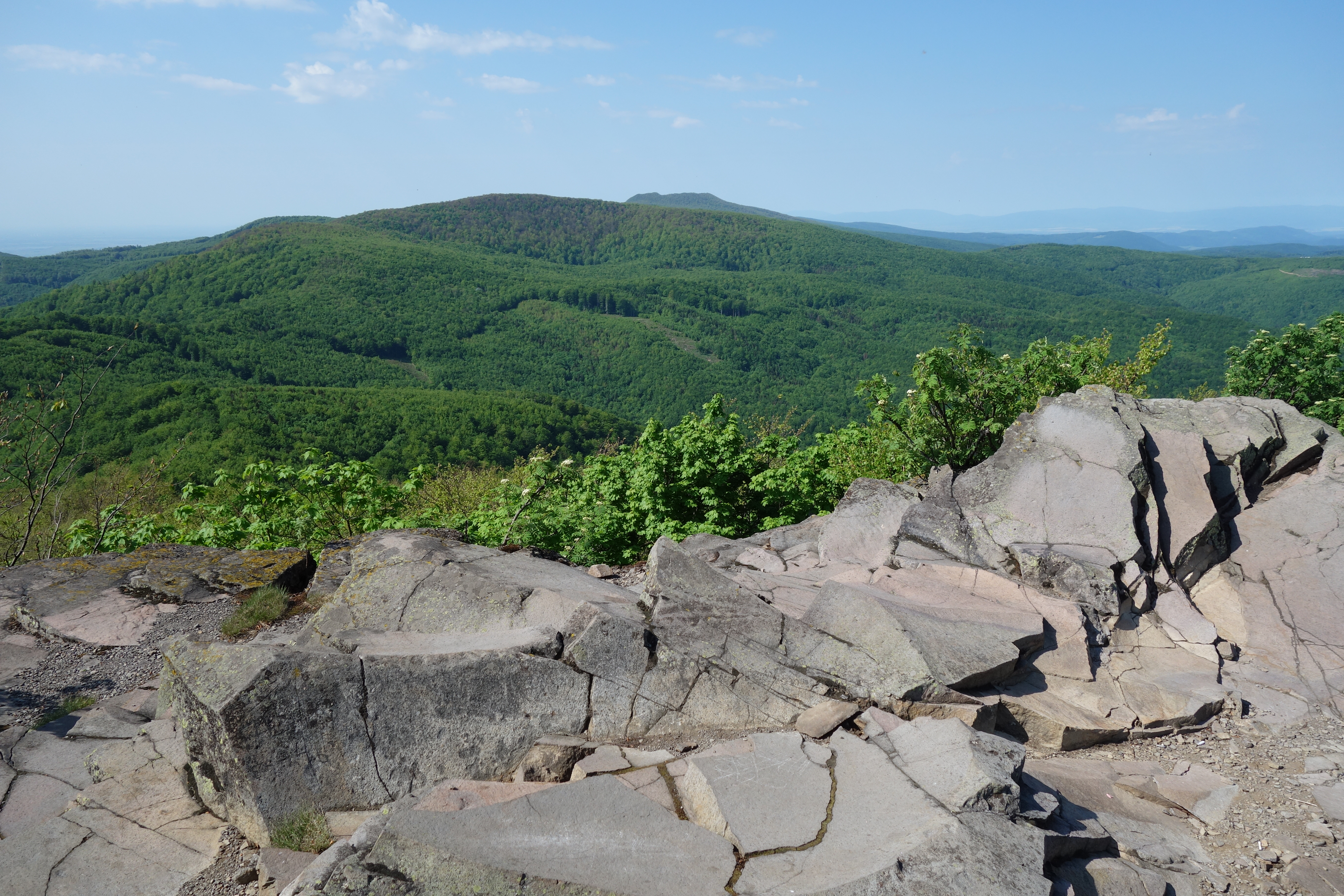
Pohľad na Vihorlat zo Sninského kamene v zime
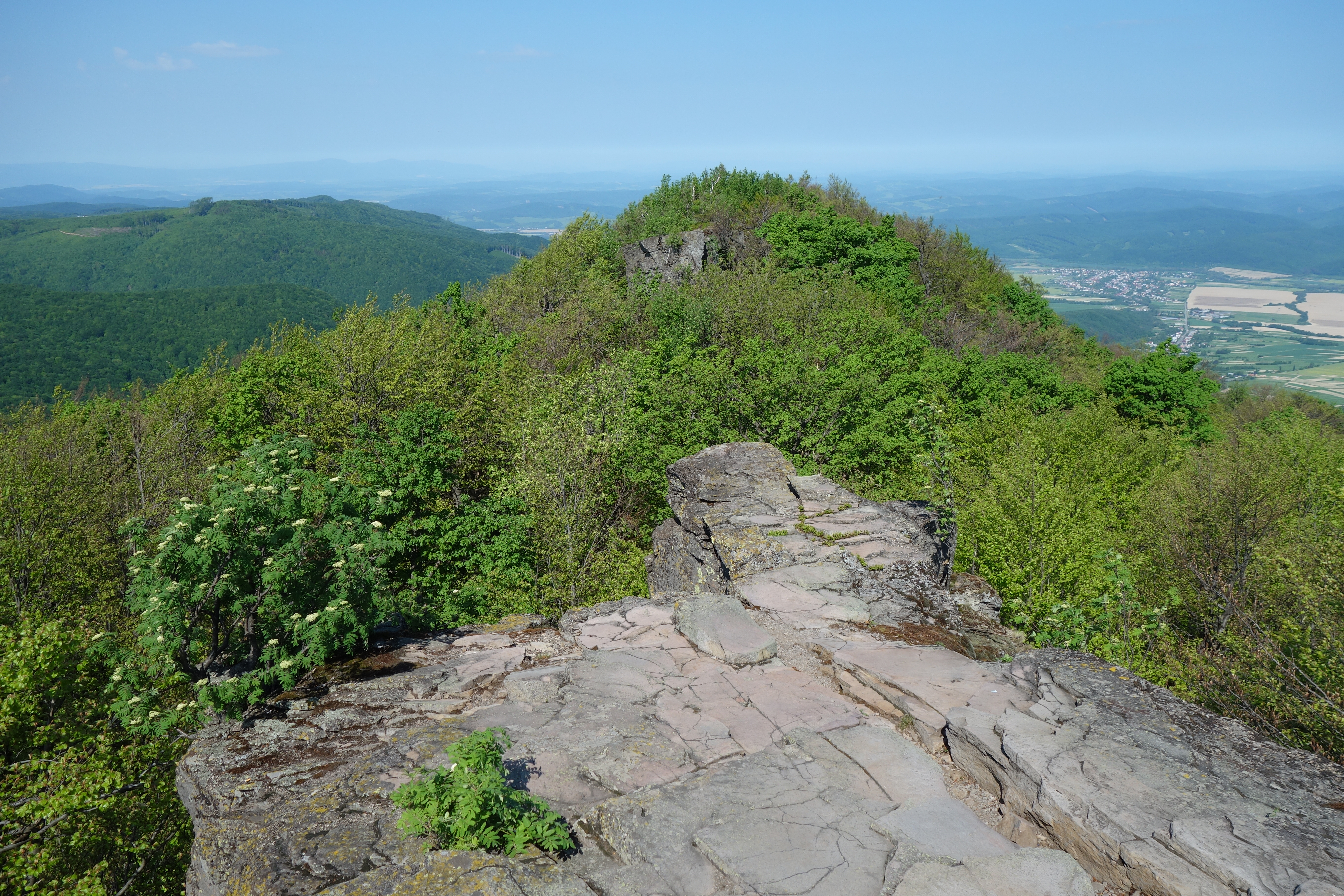
Sninský kameň
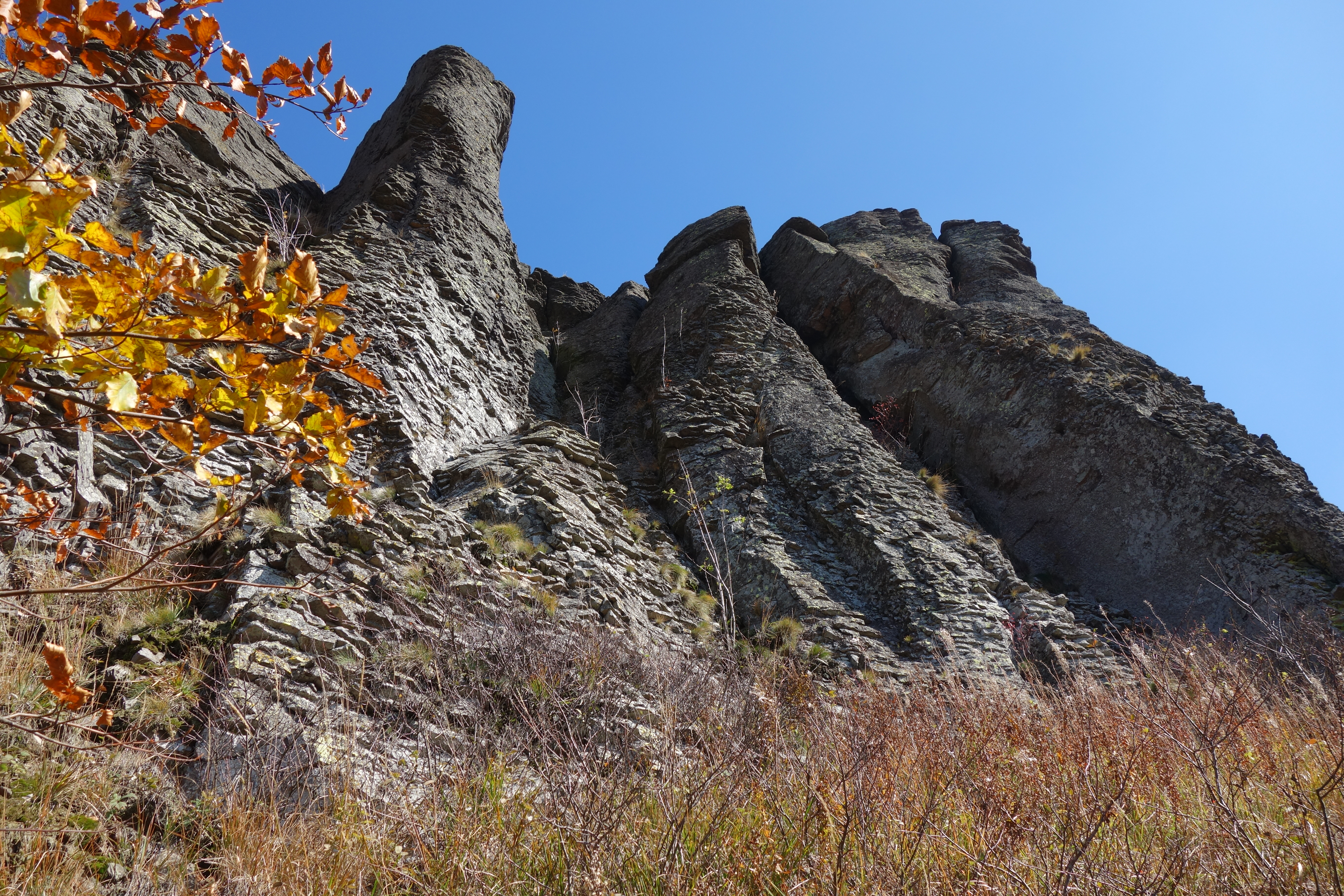
Pohled na Veľký Sninský kameň
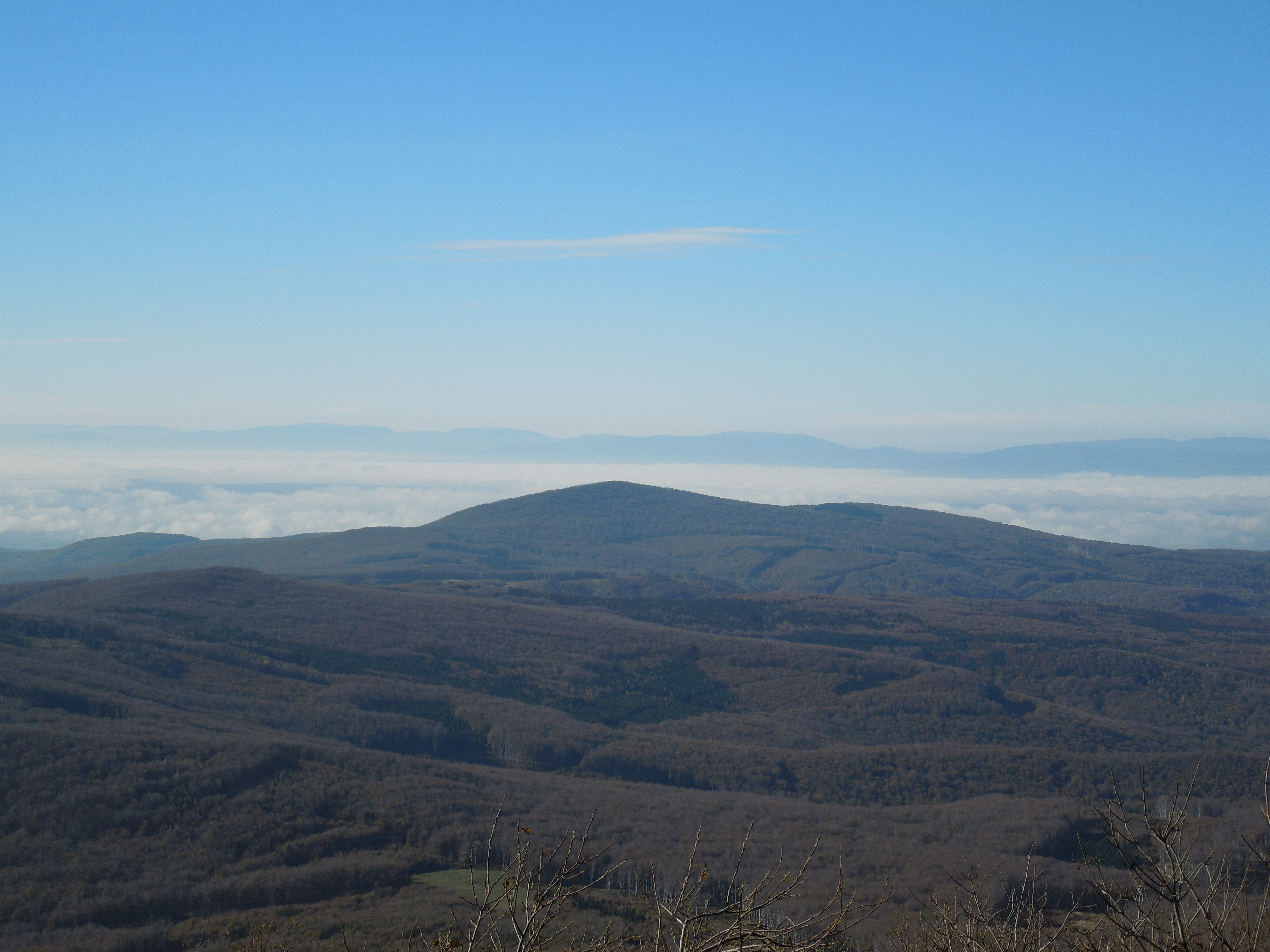
Pohled na Kyjov z vrcholu Vihorlatu
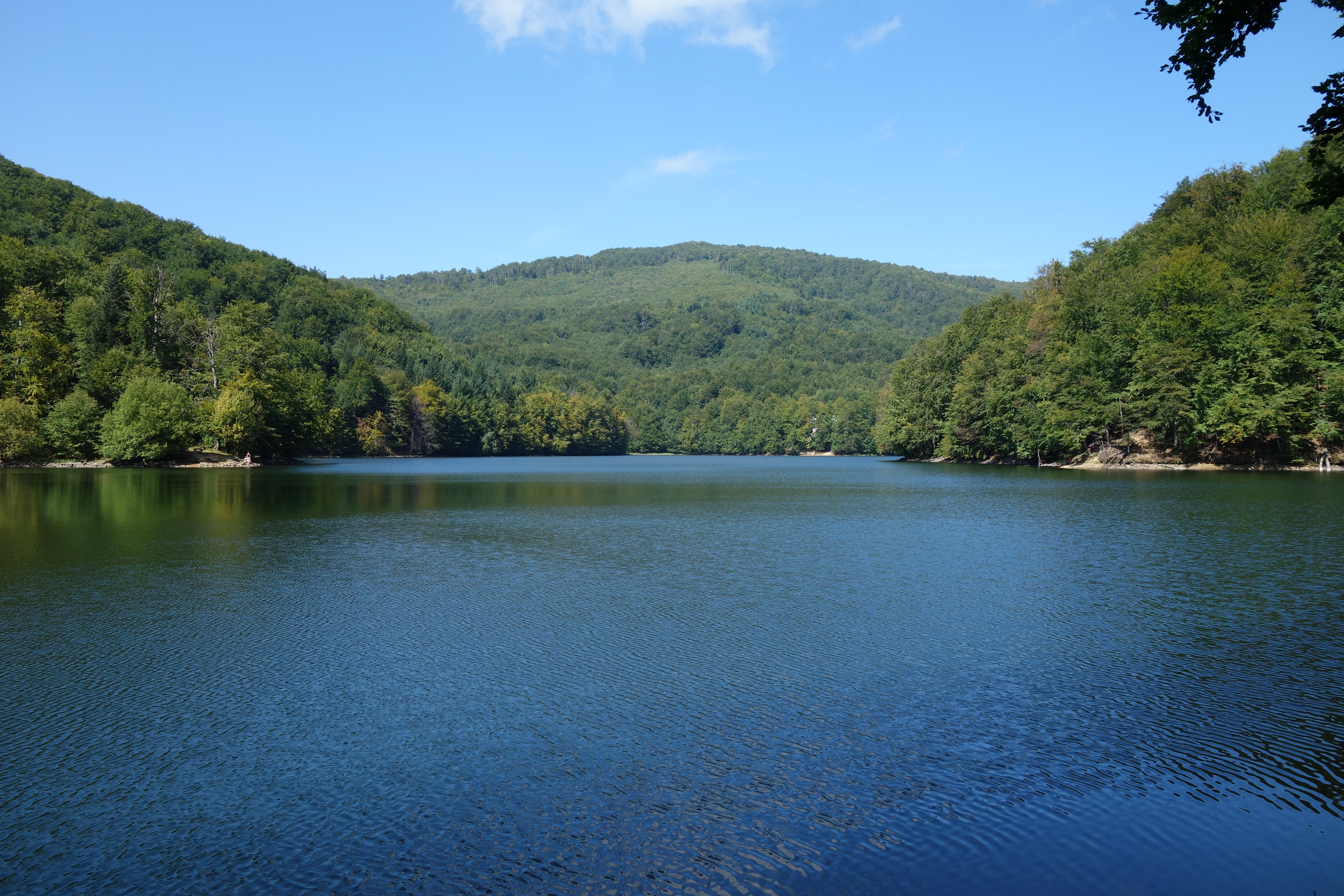
Morské oko